# Bacia do Calaári

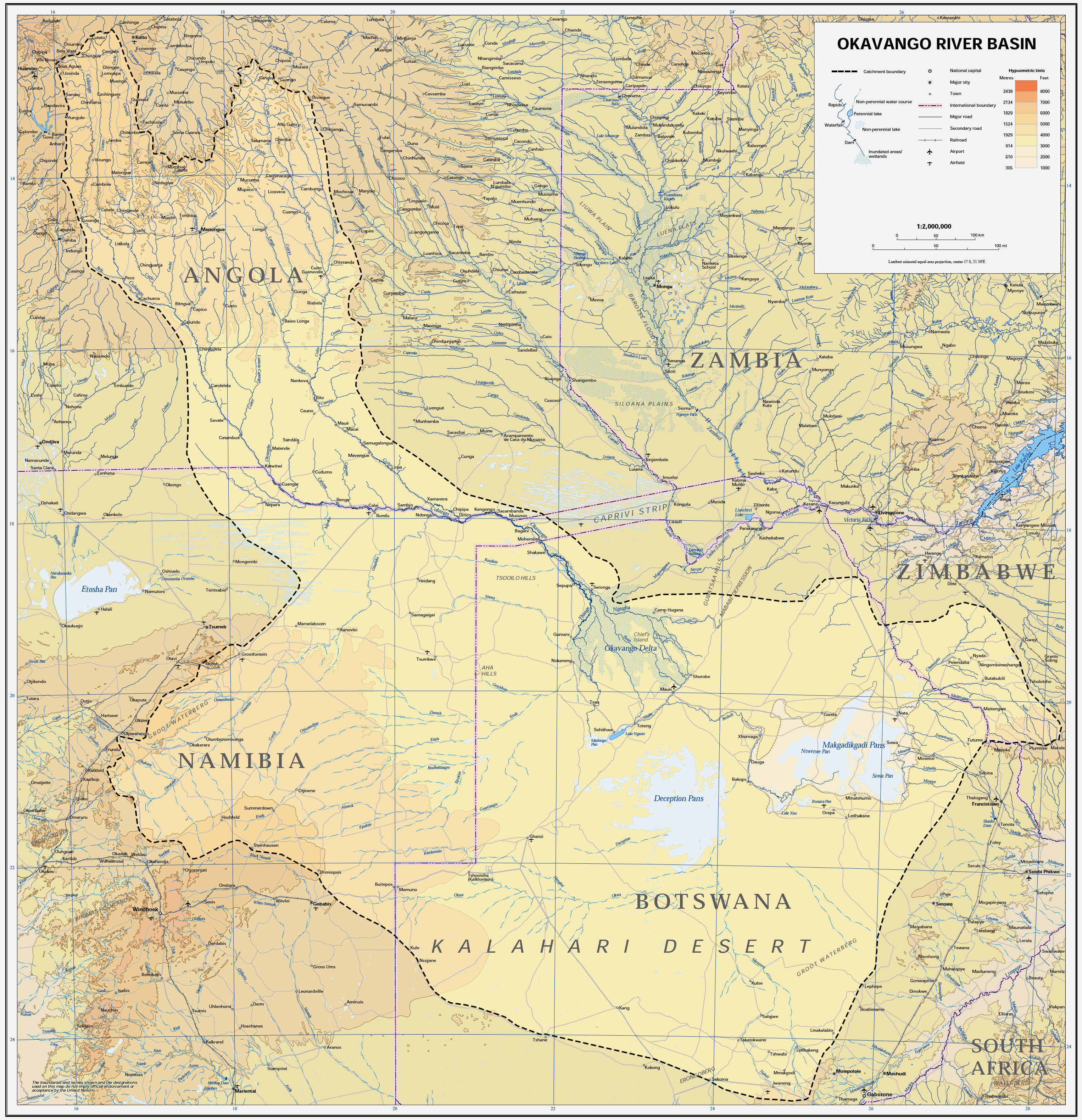
Definição mais estreita do conceito de bacia do Calaári/Cubango.

A bacia do Calaári, também chamada de depressão do Calaári e raramente bacia do Calaári-Cubango, é uma bacia endorreica que forma uma grande área de planície de mais de 2,5 milhões de km², cobrindo a maior parte da Botsuana, além de porções importantes da Namíbia, Angola e Zimbábue. A característica física destacada na bacia é a grande porção central ocupada pelo deserto do Calaári.
A efêmera bifurcação fluvial Vertedouro de Selinda (ou rio Maguegana), no rio Cuando, conecta a bacia do Calaári à bacia do Zambeze.

## Ecologia
Apesar de sua aridez no centro, a bacia do Calaári suporta uma variedade de fauna e flora em solos conhecidos como areias do Calaári. A flora nativa inclui acácias, jacarandá africano e um grande número de ervas e gramíneas.
A maior parte de suas zonas são áridas e de cursos d'água intermitentes, porém havendo áreas dentro da bacia do Calaári extremamente úmidas, como é o caso da zona (ou sub-bacia) do rio Cubango; já outras têm umidade sazonal, como os Salares de Macadicadi, em Botsuana. Esta área, por exemplo, suporta numerosas espécies halofílicas e, na estação das chuvas, dezenas de milhares de flamingos visitam esses desertos de sal/salares.